# ONIシリーズ
『ONIシリーズ』（おにシリーズ）はパンドラボックスとウィンキーソフトが制作しバンプレスト（後のバンダイナムコゲームス）から発売されたコンピュータRPGのシリーズ。

## 概要
『ONIシリーズ』は、最初の企画ではパズルゲームとして開発されるものであった。それが途中でRPGに変更になり、「他の焼き直しを作らず、他には無いものを作る」というコンセプトの元、変身（転身）システムが取り入れられた。この変身システムは元々仮面ライダーのコンセプトである「孤高の戦士が変身して悪を倒す」というイメージが原点である。日本を舞台に鬼や妖怪が登場する和風RPGになったのは、ディレクターでシナリオ担当でもある佳丈祐子が鬼や妖怪が好きでそういったもののゲームを前々から作りたいと思っていたからである。
『鬼忍降魔録 ONI』をプレイしたユーザーの多くから望まれたのが、パーティー制の導入であった。続編の『ONI II 隠忍伝説』では世界観そのままにパーティー制が導入されたが、前作にあった変身システムは外された。外した理由の一つにプロデューサーの飯島健男は、「僕は戦隊ものって好きじゃないんですよ。徒党組んで特殊能力持って変身までしたら弱いものいじめだろうって」と述べている。これには、「変身しないのは悲しかった」というユーザーの声もあった。
『ONI III 黒の破壊神』以降の作品ではシリーズの基本となった『II』に『I』の変身システムを組み合わせ、前作を知らない人でも楽しく遊べるようにと『III』では時代設定を大きく変え前作とのつながりを断ち、『ONI IV -鬼神の血族-』では初めての人も慣れた人も共に満足できるようにと難易度設定が採用された。
GBシリーズは架空の日本を舞台としており、地名も現実のものと異なる（「江戸城」→「えと城」、「富士山」→「ふしざん」など）。一方でSFCの2作は現実の地名・歴史をモチーフとしたシリーズとなっている。

## シリーズ一覧および発売日
※「隠忍」は「おに」と読む。
- 『鬼忍降魔録 ONI』 （GB）1990年12月8日発売
- 『ONI II 隠忍伝説』 （GB）1992年2月28日発売
- 『ONI III 黒の破壊神』 （GB） 1993年2月26日発売
- 『ONI IV 鬼神の血族』 （GB） 1994年3月11日発売
- 『鬼神降臨伝ONI』 （SFC）1994年8月5日発売
- 『ONI V 隠忍を継ぐ者』 （GB）1995年3月24日発売
- 『隠忍 THE NINJA MASTER』 （アーケード）1995年稼働
- 『幕末降臨伝ONI』 （SFC）1996年2月2日発売
- 『ONI零〜復活〜』 （PS）2001年3月22日発売
- 『ONI零 戦国乱世百花繚乱』 （DS）2007年8月30日発売
- 『ONI零〜流転〜』 （PS）未発売（2001年発売予定）

## GB版
共通する登場キャラクターがおり、ストーリーがつなっがっている。架空の昔の日本を舞台としている。

### 鬼忍降魔録 ONI
『ONIシリーズ』の第一作目。パーティー制は導入されておらず、終始主人公1人で行動する。戦闘時は左側に敵、右側に主人公、というサイドビュー方式を採用している。フィールドマップは一般的なRPG同様、見下ろし式を採用しているが、プレイヤーキャラが画面の中央に固定されていないという特徴がある（画面の端数マスまで近づくと画面がスクロールし始める）。このため、ダンジョンなどで行き止まりの道もギリギリまで来ないと分からないという欠点がある。またBGMのレパートリーの少なさ（ラスボスまで含めて戦闘BGMは1曲のみ）、村のBGMが廃墟のような雰囲気になっているためどこの町を訪れてもほろんだ故郷の隠れ里のような雰囲気に移ってしまうことなど、主人公の住む隠れ里で村人が皆殺しにされたにもかかわらず宿屋と道具屋が依然として営業されているためプレイヤーを拍子抜けにすることから、一概にゲームとしての評価は芳しいとは言い切れない。
ストーリー
主人公は落ちこぼれの忍者「天地丸（てんちまる）」。天地丸の住んでいる地張の里は悪しき妖怪を滅ぼすために、退魔師や忍者が集まってできた「地張忍軍」の隠れ里。しかし妖怪の襲撃を受け、主人公を残して全滅してしまった。かすかに息のあった頭領から、天地丸は自身の出生に秘密があることを聞かされる。生みの親、育ての親、そして故郷まで失ってしまった天地丸は、殺された人々の敵を討つために旅立つのだった。
登場人物
天地丸（てんちまる）
『I』の主人公。当初は落ちこぼれ忍者だったが、里の仇を探す旅の中で鬼神・魔封童子（まふうどうじ）への変身能力を得、さらに忍者としての実力もつけていき、ついに妖怪の頭領である妲己を単身で打ち倒すまでに成長した。以降のシリーズでも『III』を除く全ての作品に登場し、それらの作品内では最終パーティーのメンバーにも必ず参加している、『ONIシリーズ』を代表するキャラ。
なお『I』では主人公名がひらがな4文字までしか入力できないため正式名を入力することが出来ず、ゲーム内のデフォルトネームは「てんち」となっていた。
- 登場作品（『ONI』、『ONI II』、『ONI IV』、『ONI V』）

飛龍の彩蔵（ひりゅうのさいぞう）
天地丸の良き理解者で頼れる兄貴分。『I』の終盤で再登場するも、天地丸が既に自分を越えた実力を持っていることからサポートに徹した。
- 登場作品（『ONI』、『ONI II』、『ONI IV』、『ONI V』）

茨鬼童子（いばらぎどうじ）
酒呑童子に次ぐ実力を持っているとされる鬼。当初は敵対者として登場したものの、天地丸との交戦の末に実力を認め、以降は協力的になる。『I』の時点ではその去就が曖昧なまま出番が終了してしまったが、『II』では天地丸の妹・琴音と恋仲になっていることが判明。天地丸とも正式に和解に至った。
- 登場作品（『ONI』、『ONI II』、『ONI IV』、『ONI V』）

琴音（ことね）
天地丸の妹。茨鬼童子に想いを寄せており、のちに結婚。『II』のエンディングで双子（音鬼丸と御琴）を儲ける。
- 登場作品（『ONI』、『ONI II』、『ONI IV』、『ONI V』）

詠輪斎（えいりんさい）
天地丸と彩蔵が属していた地張忍軍の頭領。冒頭で悪しき妖怪たちに地張の里を襲撃され命を落とす。『II』で亡霊として登場。

### ONI II 隠忍伝説
『ONIシリーズ』の第二作目。本来の表記は「ONIⅡ」。『I』から数年後の世界を舞台にしており、前作で未消化だったいくつかのストーリーの続きも描かれている。
先述のようにパーティー制が導入されたものの、変身（転身）システムが外されている。ただし、天地丸のみストーリー上転身している場面が存在する（人間状態と戦闘力は変わらず、術も使用可能）。パーティーは最大4人で、ストーリーによって自動的に入れ替わる。前列にいるほど攻撃の対象となりやすい。
ストーリー
主人公は京都で退魔師を営む「高野丸（たかやまる）」。高野丸は、京の城を襲った悪しき鬼の退治を依頼される。その鬼との戦いの中で、かつて日本中を震え上がらせた伝説の悪鬼「酒呑童子」が復活しようとしていることを知る。殿様の助言のもと高野山の僧「嵐童」を仲間に迎え、酒呑童子の復活を阻止すべく山へ向かうのだった。
登場人物
高野丸（たかやまる）
腕利きの退魔師で全国を渡り歩いている少年。両親のことは知らず、祖父の妖奇老に育てられた。旅の中で、自身を天地丸と誤認した妖怪たちに襲われる。
RPGにおいて主人公の戦闘ポジションが前衛・直接戦闘要員（いわゆる勇者タイプ）が一般的であった頃において、魔法（本作では法術）使いの主人公という珍しいキャラであり、本作の広告などでは「RPG初の魔法使いの主人公！？」と紹介されていた（ただし、実際は剣や槍などを用いた前線での戦闘もこなせるオールマイティなキャラであるが）。
『II』では召喚術の使い手だったが、『IV』では新主人公・音鬼丸にその座を譲った。代わりに天狐の化身「黄牙太子（おうがたいし）」に変身できるようになる。
- 登場作品（『ONI II』、『ONI IV』、『ONI V』）

秘女乃（ひめの）
祖父とともに古い神社で占い師をしていた、巫女の少女。祖父が殺され一人で生活していたが、噂を聞きやってきた高野丸たちを占った際、仇の妖怪にたどり着けることがわかったため、旅に同行するようになった。パーティーメンバーの出入りが多い本作において、序盤からエンディングまで加入している貴重なメンバー。
『II』では11歳という年齢に見合った幼い言動が見られたが、『IV』では落ち着いた女性に成長。高野丸とは互いに好意を抱いており、エンディングで結ばれた。
『II』の時点で猫又の血が流れていることが触れられていたが、『IV』において「白麗娘子（びゃくれいじょうし）」への変身が可能となった。
- 登場作品（『ONI II』、『ONI IV』、『ONI V』）

砦角（さいかく）
高野丸と同じく退魔師をしている青年。己の身体を常に鍛えており、かなりの実力を持っている。高野丸と比べると術より腕力を重視したタイプ。ゲーム内でもHPと攻撃力の高い、壁役として活躍する。
龍神を父に持っており、『IV』では龍の化身「翠峰龍子（すいほうりゅうじ）」に変身できるようになった。また『II』の時点でも、とある場面で相談コマンドを使用するとグラフィックが龍の化身になっているシーンが存在する（前後の脈絡なく突然グラフィックのみ変わるため、何らかのバグの可能性あり）。
また、『II』の取扱説明書では28歳と記述されていたが、『IV』では天地丸と同じ歳になっていたため18歳の誤植だったと思われる。
- 登場作品（『ONI II』、『ONI IV』、『ONI V』）

嵐童（らんどう）
高野山の僧。行方不明の妻「真砂（まさご）」を探しており、高野丸に依頼し旅を始める。
妖奇老（ようきろう）
高野丸の祖父。娘をさらっていった（と誤解している）鬼を探している。天地丸をその鬼だと思い込み殺そうとするが、実は血を分けた孫であり、娘とその鬼は仲睦まじく暮らしていたことが判明、誤解が解け和解した。
『II』では旅の先々で邪魔をしに現れるが、『IV』ではパーティーメンバーとして戦闘に参加する。
- 登場作品（『ONI II』、『ONI IV』、『ONI V』）

心衛門（しんえもん）
えと城城下町の同心。団子と駄洒落の好きな呑気者だが剣の腕は確か。彼の登場する場面では、ユーモラスなやり取りが見られる。『II』では剣士でありながら剣術が使えなかったが、『IV』では使用可能になった。
- 登場作品（『ONI II』、『ONI IV』、『ONI V』）

香薔薇（かばら）・蛇薔薇（じゃばら）
母胎にいた頃に呪術をかけられ異形に生まれた、双子の姉弟。姉の香薔薇は身長30cm弱の小美人で法術の使い手、弟の蛇薔薇は身長2m超の巨漢で怪力。
呪殺師を生業とし、妖怪たちに依頼されえと城主を標的とした際に護衛に就いた高野丸一行と対決。のちに妖怪が母の仇であることが判明し、反逆を企てたことで投獄されており、同じように捕まった高野丸と協力する。『IV』『V』でも親の仇を探して旅をしているが、出番はちょい役程度。
- 登場作品（『ONI II』、『ONI IV』、『ONI V』）

からくり弥衛門（からくりやえもん）
極度に人を嫌っているからくり技師。からくり人形や船になる小筒を作れる。のちに自分も改造（サイボーグ化）して数百年を生き、ワープ装置や時を越える船を発明する。
- 登場作品（『ONI II』、『ONI III』、『ONI IV』、『ONI V』）

望忘仙人（ぼうぼうせんにん）
異次元の反桐山（はんとうさん）に住む仙人。麓の「忘却の町」にある記憶をなくす泉を管理しており、記憶を戻す薬「解憶丹（かいおくたん）」を作れる。
- 登場作品（『ONI II』、『ONI IV』、『ONI V』）

### ONI III 黒の破壊神
『ONIシリーズ』の第三作目。本来の表記は「ONIⅢ」。『II』の300年後という設定のため、前作の登場人物はごく一部を除いて登場しない。
全五章からなるオムニバス形式の物語。各章それぞれで主人公が異なり、最終章の第五章で順々に各章の主人公たちが合流していく。他作品では主人公以外の名前は変えられないが、本作では各章ごとに名前入力が可能なため、最終メンバー全員の名前をプレイヤーの任意の名前に変えることが出来る。
戦闘面では、各キャラクターごとに前列か後列かを設定できるようになっている（キャラクターが1人の場合でも後列になることが可能）。また、攻撃回数の概念が存在しており、武器によって前列でしか使えない（刀）、後列だと攻撃回数が増える（弓）などのように特性が異なるようになっている。
本作より転身システムが復活したが、本作では転身中も元から装備している武器で戦闘を行っている。
ストーリー
主人公の常葉丸（ときわまる）は、決して開けてはならぬときつく言われていた開かずの倉を好奇心に駆られて開けてしまい、封印されていた破壊神を呼び覚ます品「魔神器」を叔父に持ち去られてしまう。それと同時に、伝説の鬼神「魔封童子」の力が封じられている「鬼雷石」を目覚めさせてしまう。彼はその鬼雷石の力を借りて鬼神へと変身し、妖怪退治の旅に出るのだった。
登場人物
常葉丸（ときわまる）
序章および第四章の主人公。幼い頃に両親を亡くし、骨董屋を営む祖父に育てられる。忍者ではないが、先生から学んだ忍術を扱える。鬼雷石に封じられた「魔封童子」の力を受け継ぎ、「羅紅童子（らこうどうじ）」に変身する。
『V』の広告には、彼が琴音の子孫であると記述したものもある。
- 登場作品（『ONI III』、『ONI V』）

清志郎（せいしろう）
第一章の主人公。生まれてすぐに神社に捨てられ、今の母に拾われ育てられた。とても優しい心を持ち、自身の持つ不思議な力で病める人々を無償で癒している。とても繊細で清らかな心を持っているが故に、悲しき運命が彼を待ち受けることになる。
誇り高き龍の化身「翠空天子（すいくうてんし）」に変身する。
- 登場作品（『ONI III』、『ONI V』）

静那（しずな）
第二章の主人公。行方不明の姉「咲麻（さくま）」を探すために旅をしている少女剣士。魔神器の一つである掛け軸に触れてしまい、望んでもいないのに魔猫の化身「銀鈴娘子（ぎんれいじょうし）」に変身してしまう。
『V』では父の剣術道場を継ぐ。『III』の際にはその素振りもなかったが、8年の年月の間に常葉丸とは恋人同士となっていた。だが彼が「静那は好きだけど静那の料理は嫌い」と言うほど料理下手らしい。
- 登場作品（『ONI III』、『ONI V』）

チャンドラ
第三章の主人公。大阪弁を話す謎のインド人。自称陶芸家。壷を使った芸をするお笑い芸人でもある。実は記憶喪失なのだが、彼の失った記憶には彼自身に関する驚くべき真実が隠されている。
黒き狐の化身「黒牙太子（こくがたいし）」に変身する。
- 登場作品（『ONI III』、『ONI V』）

倉童子（くらぼっこ）
常葉丸の家の「開かずの倉」に住み着いている妖怪。外見は幼いものの、300年以上の時を生きている。
先生（せんせい）
地張忍者の子孫で、趣味で忍術の道場を開いている。のんびりとした口調が特徴的。常葉丸の師匠で、彼の旅に同行する。変身能力を除けば常葉丸と似通った性能を持つ。
- 登場作品（『ONI III』、『ONI V』）

ウルーピィ
チャンドラのことが大好きで常に寄り添っているナーガ龍族の王女。下半身が蛇なのだが、街中で排斥されるといった場面は存在していない。第三章でのみ同行。第四章で救出されるが、チャンドラの「ぱーてぃーめんばーがいっぱいだから」との説得を受けてメンバーには加わらない。『V』でも台詞のみ登場。
黒羽丸（くろはまる）
美人に弱い烏天狗の子供。翼は生えているもののまだあまりうまく飛べない。第二章でのみ同行。
探女（さぐめ）
清志郎や常葉丸らの身辺に現れ災いをもたらす妖しげな女。その正体は破壊神「黒の女神」の巫女であるが、また別にある人物とも関わりがある。
若毘古（わかひこ）
「黒の女神」に人身御供を捧げる宗教団体「再生教」の教祖。ある人物が探女によって祭り上げられた。
さぶ
常葉丸の叔父。「ろくでなし」との評判で、常葉丸に倉の鍵を開けさせ魔神器を持ち出してしまう。
- 登場作品（『ONI III』、『ONI V』）

### ONI IV 鬼神の血族
『ONIシリーズ』の第四作目。本来の表記は「ONIⅣ」。『II』の15年後の世界が舞台（ただし『II』のエンディングで本編から1年の時間が経過しており、その後生まれた赤子（音鬼丸）が15歳になっているため本来は+1～2年が経過しているはずだが、『II』のキャラクターたちは一律15歳の加齢となっており設定に齟齬が生じている）。『II』の主要キャラの多くが再登場しており、一部のキャラクターは転身が可能となっている。
前作まではターン開始時に全キャラの行動を選択してから行動する方式だったが、本作では素早さ順に行動選択を行い、即座に行動する方式になっている。そのため素早さが高いキャラクターは疑似的に複数回の行動が可能になる場面も存在した。
本作では転身中は武器ではなく、拳や爪、体当たりといった肉弾戦で戦闘を行う形となる。また転身により一部の能力が低下するキャラもあり（魔封童子なら攻撃力、翠峰龍子なら素早さなど）、物理攻撃を行う場面であっても一概に転身すれば強くなるわけではなくなっている。
また、『III』にあった武器の攻撃回数の概念は無くなり一律一回攻撃となっている。
ストーリー
主人公は異次元の村に住む少年「音鬼丸（おとぎまる）」。音鬼丸はある日、自分だけに不思議な声が聞こえることに気づく。声の主が、生まれてすぐにさらわれた自分の半身（双子の妹の御琴）だと直感した彼は、どこにいるのかもわからない御琴を探すべく旅立つのだった。
登場人物
音鬼丸（おとぎまる）
『II』のエンディングで生まれた、茨鬼童子と琴音の子供。我は強くないが、芯の強い性格。自らリーダーシップを取ることは不得意。礼儀正しく、正義感も強い。
毘沙門天の末裔で、その力を受け継ぐ鬼の化身「毘刹童子（びさつどうじ）」に変身する。他シリーズの主人公と異なり、特に習得イベント等なく冒頭から変身能力を使いこなせる。
- 登場作品（『ONI IV』、『ONI V』）

御琴（みこと）
音鬼丸の半身である双子の妹。生まれてすぐにさらわれ、邪神「天津甕星（あまつみかぼし）」の妻として「佳夜（かや）」の名を与えられ悪事に手を染めていた。自身の記憶を取り戻してからは隠れ里に帰り、兄や両親と一緒に暮らしている。
『IV』ではNPCとしてのみの登場だが、『V』では琥金丸に一目惚れし、冒険に同行。兄と同様に召喚術を使いこなす姿が見られた。シリーズ初の女性のONI、「吉翔媛子（きっしょうえんし）」に変身できる。
- 登場作品（『ONI IV』、『ONI V』）

雁木丸（がんきまる）
望忘仙人の孫。人間界にかなり興味を持っており、音鬼丸の冒険に無理矢理同行する。物語の中盤まで頼れる仲間として活躍する。
- 登場作品（『ONI IV』、『ONI V』）

九兵衛（きゅうべえ）
心衛門の息子だが父親よりしっかりしている。天真爛漫な性格から、人嫌いのからくり弥衛門と親しい数少ない人物。
真之介（しんのすけ）
粂元（くめもと）城主の弟。兄の様子が激変した理由を調べている。『ONI V』では彼の子孫も登場する。

### ONI V 隠忍を継ぐ者
『ONIシリーズ』の第五作目にしてGBシリーズの最終作。本来の表記は「ONIⅤ」。『III』の8年後の世界と、『IV』のすぐ後の世界が時を越えて繋がり、GBシリーズの主人公たちが一堂に集結する。敵に西洋妖怪が登場すること、魔法の分類に「白魔法」が加わったこと、「剣術」が無くなったことなどで世界観に過去作品との変化が見られている。
また戦闘中、物理攻撃を行うとランダムに必殺技が発動することも本作の特徴。
ストーリー
主人公は九州の片田舎に住む少年「琥金丸（こがねまる）」。ある日、住んでいた村が妖怪に襲われ、母がさらわれてしまう。自身の中に眠っている鬼神の力に戸惑いながらも、母を救うために幼馴染の伽羅とともに旅に出るのだった。
登場人物
琥金丸（こがねまる）
静那の道場で剣術を習っている、元気で明るい少年。短気なのが玉に瑕。
高野丸と秘女乃の子孫にあたる。母曰く、亡くなった父親が天地丸と似ているらしい。
本作では攻撃手段としての「剣術」が無くなったため、シリーズでは珍しく術を全く使えない主人公となった（武峰天子への転身以降は術に似た能力である「鬼力」が使用可能）。
歴代の隠忍の中で唯一の三段階の転身を行った。いずれもストーリーに応じて自動的に転身先が更新されていき、過去の形態を選択することなどは出来ない。
第一段階「飛天君子（ひてんくんし）」
麒麟の化身。三日月山で巻物を手に入れた時に変身可能になる最初の形態。
第二段階「武峰天子（ぶほうてんし）」
龍の化身。歴代の主人公達に修行を受けた結果、“進化”とも呼べる第二形態へと変化した。属性が付き、鬼力を使用できるようになっている。どの主人公の修行を受けたかによって属性が変わり（天地丸→火属性、高野丸→水属性、音鬼丸→風属性、常葉丸→土属性）、それぞれに対応した鬼力を覚える。
第三段階「雷皇童子（らいおうどうじ）」
鬼の化身。真の力を解放した琥金丸の最終形態で、全ての属性の鬼力が使用可能となっている。
伽羅（きゃら）
琥金丸の幼馴染。琥金丸が妖魔の血を引くONIであると物語の冒頭で知るも、健気にも旅についてくるおてんばな少女。実はその正体は、敵である西洋妖怪の仲間であり、琥金丸を魔王の生贄に捧げるために幼少から近づいていた。助けに来た琥金丸を裏切って動揺させ、絶体絶命の危機に陥れる。しかし、一緒に暮らす内にいつしか琥金丸の事を好きになってしまったため、彼を本来の味方の攻撃から身を呈して庇い致命傷を受けてしまう。天地丸に助けられた後、琥金丸に自分の好意を伝え息を引き取った。
リカルド
外国からやって来た陽気な僧侶。森の中で迷っていたところ、近隣の村人に天狗と間違えられ、天狗退治の依頼を受けた琥金丸たちに退治されそうになった。本作のみの登場となる白魔法を使うことができる。琥金丸とは良いコンビで、最終決戦後も彼の修行の旅に付いて行くことになる。
GBシリーズでは唯一、最終メンバーでありながら転身能力を持たないキャラとなっている（システム上で転身が実装されていない『II』は除く）。

## 隠忍 THE NINJA MASTER
対戦型格闘アーケードゲーム。

## SFC版
SFC版の主人公らは「天下五剣」というアイテムにより転身が可能となるシステムで『幕末降臨伝』は『鬼神降臨伝』の続編という扱いになっており、実際の日本史を時代背景にしている。

### 鬼神降臨伝ONI
SFC版の『ONIシリーズ』の第一作目。舞台を正史の鎌倉時代に移しての作品である。『ONIシリーズ』の基本を支えた正統派RPGで、新たに助っ人キャラ（NPC）システムが追加されている。助っ人がいると、戦闘中にランダムで敵に攻撃や、味方の回復などのサポートを行ってくれる。
ストーリー
主人公は鎌倉に住む少年「北斗丸（ほくとまる）」。赤ん坊の頃にある浜で源頼朝の息子・源頼遠に拾われた過去を持つ。育ての親（兄貴分）である頼遠のような立派な武士になるべく剣の稽古に励む北斗丸であったが、ある日頼遠とともに頼朝に呼び出され、妖怪退治を依頼されることから物語は始まる。
登場人物
北斗丸（ほくとまる）
赤ん坊の頃に頼遠に拾われ、弟分として育てられた。自分を拾い育ててくれた頼遠を兄のように慕っている。
天下五剣が一刀、聖魔刀「鬼丸」より、鬼の化身「聖魔童子（せいまどうじ）」に転身する。
- 登場作品（『鬼神ONI』、『幕末ONI』）

源頼遠（みなもとのよりとお）
北斗丸の育ての親で、源頼朝の息子（平安中期に実在した同名の人物とは別人）。
天下五剣が一刀、破邪刀「童子斬り」により、蒼き狼の化身「荒牙武漢（こうがぶかん）」に転身する。
火鷹（ひだか）
戦い好きの凄腕の剣士。天下五剣を求め旅している。
天下五剣が一刀、剛神刀「大典太」により、鷹の化身「苛嶺翼士（かりょうよくし）」に転身する。
阿古耶（あこや）
泥棒やスリを生業として生活をしている。孤児共に身よりのない子供たちを育て暮らしている。
天下五剣が一刀、退魔刀「三日月」により、鹿の化身「双角麗姫（そうかくれいき）」に転身する。
法輪（ほうりん）
侍嫌いの破戒僧。
天下五剣が一刀、霊宝刀「数珠丸」により、熊の化身「巨頼法師（きょらいほうし）」に転身する。
小説版の後書きによれば、北斗丸と頼遠の出生は実在の人物をモデルにしているが、史実での彼らは幼いうちに源氏や北条氏の骨肉の争いに巻き込まれ亡くなっている。

### 幕末降臨伝ONI
SFC版の『ONIシリーズ』の第二作目。タイトル通り、幕末の時代を舞台としており、正史を忠実に再現しつつアレンジを加えた作品である。前作の主人公たちも物語のキーパーソンとして意外な形で登場する。今作品では「天下五剣」が装備でき、武器自体にレベルが存在し、レベルが上がると攻撃力が上がるシステムになっている。今回は日本から出て、太平洋を越えて遥々アメリカ大陸に上陸することになる。
ストーリー
主人公は飯田村に住む少年「大和丸（やまとまる）」。大和丸はある日、知り合いの村の子供が妖怪に捕まったと聞き、単身で助けに行ってしまう。何とか数体の妖怪を倒したものの、生き残った仲間の妖怪に倒されそうになる。その窮地を救ってくれたのは、妖怪退治を仕事とする「影の新撰組」壬生十郎太であった。十郎太に『君は素質がある』と告げられた大和丸が「影の新撰組」の一員になることから物語は始まる。
登場人物
大和丸（やまとまる）
幼いころ父親を亡くしてから母親と爺やとの3人で飯田町に暮らしていた。気が強く言葉もぶっきらぼうだが情にはもろい。親切な性格をしている。己の力を過信していたが、妖怪に敗北したところを十郎太に助けられ能力をみがくことを決意する。「童子切り」に選ばれる。
身長は169cm、好きなものはほうとう鍋、嫌いなものは算術。16歳。荒ぶる魂を現した真の姿「覇光童子（はこうどうじ）」に転身する。
壬生十郎太（みぶ じゅうろうた）
「影の新撰組」に所属している。六甲村の道場の跡取りであり幼少のころから鍛えられているため、武術の腕前は一流。かなりの二枚目で女性にもモテるが、実は性別は女性であり、「十郎太」の名は代々の壬生家の跡取りが受け継ぐ名前である。「大典太」に選ばれる。
身長は172cm、好きなものは甘酒、嫌いなものはいなごの佃煮。22歳。竜の化身「蒼牙天子（そうがてんし）」に転身する。
才神夏芽（さいがみ なつめ）
法術で名を馳せている才神家の末娘。少々ミーハーなところがある無邪気な女の子。兄である冬夜の行方を追って、大和丸の旅に同行する。最初は法術をまともに使えなかったが、あるイベントを経て使いこなせるようになる。「三日月」に選ばれる。
身長は156cm、好きなものは綺麗なもの全て、嫌いなものは毛虫、むかで。15歳。鳳凰の化身「緋空翼姫（ひくうよくき）」に転身する。
才神冬夜（さいがみ とうや）
才神家の長男。修行の旅の道中、大和丸たちと出会う。軽い性格だが人望の厚い頼りになる存在。妹の夏芽をとても可愛がっている。「数珠丸」に選ばれる。
身長は182cm、好きなものは夏芽、嫌いなものは夏芽を苛めるヤツ。30歳。虎の化身「顕祀烈士（けんしれっし）」に転身する。
スクワント
不言実行の戦士。ネイティブアメリカンで、陰謀により封印されていた小王国を守護していたガーディアン。生真面目な性格。「鬼丸」に選ばれる。
身長は185cm、好きなものは満天の星空、嫌いなものは卑怯な行為。25歳。狼の化身「漆威武漢（しついぶかん）」に転身する。

## ONI零
第一作目「ONI零〜復活〜」は2001年に発売された。続編として「ONI零〜流転〜」が発売される予定でありゲーム内でも予告があったが、発売されず物語は未完となっている。2007年に新作アドベンチャーゲーム「ONI零 戦国乱世百花繚乱」が発売されたが、「ONI零〜復活〜」とはストーリー・ゲームシステムのつながりはない。

### ONI零〜復活〜
PlayStationで『パンドラMAXシリーズ』第六作目として発売された。定価1980円。特徴として、『パンドラMAXシリーズ』の過去5作のセーブデータがあると、対応する隠し要素が出現する。パンドラMAXシリーズ自体の不振により、同シリーズの最終作となってしまったが、本作の売れ行きは10万本以上と好調だった。2009年11月11日にPlayStation Storeのゲームアーカイブスでダウンロード配信をスタートしている。
転身後のデザインは従来とは異なり、極めて生物的な印象である。また、シリーズ中初めて飯島健男（後の飯島多紀哉）がシナリオを担当した作品でもある。そのため、やや重苦しい展開が特徴で、グロテスクな描写も多数存在する。当初は『死者の呼ぶ館』『Catch! 〜気持ちセンセーション〜』に続いて大池叙子が担当する予定であったが過労で倒れたため、キャラクター関連に携わっていた飯島が引き継ぎ、一から書き直した。
『零』のタイトル通り、他シリーズとの繋がりを思わせる設定、演出があるが、ストーリーは未完であり、その全貌は未だ不明である。続編として発売予定だった「ONI零〜流転〜」はパンドラボックスの活動停止によって企画倒れとなった。本作の後を描く小説版も発売されたが、こちらも同様に未完である。のちにニンテンドーDSで新作「ONI零 戦国乱世百花繚乱」が発売されたが続編とは言い難いアドベンチャーゲームだった。詳細は後述。飯島は「いつかRPGで決着を付けたい」と語っている。
ストーリー
主人公はとある隠れ里に住む少年「司狼丸（しろうまる）」。平安時代、人々が忌み嫌う妖魔の中でも、人との共存を願う心優しき妖魔は自らを「隠忍（おに）」と称し、理解ある人間たちとともに隠れ里を作って平和に暮らしていた。しかしときは役小角率いる五行軍が妖魔を狩る時代。平和な里は妖魔の退治屋である五行軍の襲撃を受け、全滅してしまう。襲撃の最中、隠忍として覚醒した司狼丸は、父親の天地丸と、里の生き残りで幼馴染の隠忍、外道丸と沙紀とともに、安住の地を求め当てのない放浪の旅に出る。
システム
鬼心
転身には鬼心が必要で、戦闘中に転身し続けると減っていき、鬼心がなくなると暴走する。
祠
ダンジョンの中に点在し、鬼心の回復が出来る。またダンジョンのマップが確認でき、アイテムの半紙を持っていると、マップ図を書き写すことができ、写すといつでもスタートボタンで確認できる。
神交渉
各地に散らばる神々を発見すると、町や村の神社、あるいは地蔵で神々と交渉でき、貯まっている徳と交換することで能力を上げてもらえる。またそれぞれ各地の神々をすべて集めると、その特典として一度だけ全員の能力を挙げてくれる。神は町の家屋や、山道、ダンジョンなどさまざまなところに隠れており、知らずして神のいるところを通ると特徴的な音が鳴り、コントローラーも振動する。そのほか、アイテムの中にも隠れており、店で品物を買うことでも発見できる。
退魔仲介所
様々な依頼（主に妖魔退治）が寄せられ、それらを請け負い、達成する事で報酬を受け取る事が出来る。依頼終了後にはその結果によって「甲→丙→丁→己→辛」の五段階で評価され、報酬が上下する。中には特定の条件を満たしたり、過去のパンドラMAXシリーズのデータをコンバートした場合のみ出現する依頼も存在する。後者の場合は大体それぞれの作品からのゲストキャラが登場する。

登場人物
司狼丸（しろうまる）
主人公。本編では14歳。退魔師・天地丸の子で、姉に伊月がいる。しじまの里で人間の子供として育てられたが、実は伝説の鬼の血を引いており、ある事件をきっかけに隠忍として覚醒する。イラストで持っている大太刀は「大通連」。しかし本編中に使用するのはエンディングのみである。転身した姿は「緋焔童子（ひえんどうじ）」。転身できるようになった時の事件のためか暴走の頻度が高く、その時には無関係の人間を殺めることも。時を超える力を持つとされ、のちに最強の隠忍「時空童子（じくうどうじ）」と呼ばれるようになる。
小説版は司狼丸が死の恐怖を逆手に取って時間転移能力を発動させ、未来へ転移した所で完結している。
外道丸（げどうまる）
大蛇丸と立羽の子。本編では17歳。がさつで乱暴、大雑把。沙紀とともに幼いころから転身ができ、司狼丸を連れまわし野山で遊んでいた。しかしその際に祠にあった鏡を誤って割ってしまい、里が襲撃される原因となってしまう。里の壊滅後には司狼丸・沙紀と義兄弟になる。五行軍に与していた弓弦の事を嫌っており、そのために司狼丸と訣別し、物語後半でパーティーから離脱してしまう。転身した姿は「甲顎天童（こうがくてんどう）」。
彼のその後は小説版で描かれる。別れはしたが、やはり司狼丸達の事が気になって後を付けていた。彼らを追ってやってきた六角堂跡地にて伊月と再会。共に司狼丸達を探す旅をするうちに恋に落ち、やがて息子を授かる。その息子こそが成長した姿こそ『鬼忍降魔録ONI』の主人公である天地丸である（但し、『鬼忍降魔録ONI』とは性格や設定に食い違いが生じている）。その後、伊月が人間に殺された事で凄まじい力を持つ鬼へと変貌（覚醒）する。その鬼こそ酒呑童子である。
沙紀（さき）
幼いころに外道丸の父・大蛇丸に引き取られて育った少女。本編では16歳。司狼丸や外道丸とは違ってしっかり者。転身した姿は「香珠月姫（こうじゅげっき）」。里の壊滅後には司狼丸・外道丸と義兄弟になる。五行軍との戦いでは最後まで司狼丸と共に戦うも、やがて弓弦に想いを寄せるようになり、エンディングでは彼に付いて行った。ゲームでは純粋に弓弦への想いを語り、司狼丸と別れの言葉を交わして去って行ったが、小説版では司狼丸と鈴鹿の親子の間に自分の居場所は無いと悟り、同時に司狼丸への淡い恋心を振り切るべく彼の返答を待たず走り去った様子が描かれている。『ONI II』に登場する秘女乃は沙紀と同じく猫又に転身し、弓弦と同じく弓矢で戦うという両者を彷彿させる設定を持つが、関連性は不明。
天地丸（てんちまる）
最強の退魔師で、司狼丸と伊月の父。伊月とともにしじまの里に結界を張り、隠忍たちとともに静かに暮らしていたが、里が滅んだ後は司狼丸だけでなく外道丸や沙紀の親として、ともに旅をしながら彼等を退魔師へと育てる。しかし8年後に五鬼羅衆との戦いで彼等の貪り食われ、命を落とす。それが司狼丸が転身する引き金となった。小角との最終決戦の際、地獄門が開いた事で鈴鹿の呼び掛けに応え、魂となって現れる。大通連の封印を解き、司狼丸達の危機を救ったのちに再び地獄門の奥へと消えていった。
弓弦（ゆづる）
魔具・魔喰いの弓を持つ退魔師。幼い頃に目の前で両親を鬼に喰われた事から妖魔に強い恨みを持ち自ら志願して五行軍に属していた。五行軍のしじまの里の攻撃にも参加していたが、人間のような心を持つ隠忍たちを目の当たりにして動揺、その非道なやり方に疑問を持ち、五行軍を抜けて以降は平安京の陰陽師・賀茂保憲のもとで修業をしていた。しかしある場所で偶然司狼丸たちを救出し、その後司狼丸の頼みを受け、行動をともにするようになる。退魔師であり魔具職人でもあった父を殺した鬼を探している。六角堂での決戦にて鈴鹿こそが両親の仇であると知り、戦いの後は弓矢を向けるが結局殺せず、「お前達の方がよほど人間らしかった」と言い残して去って行く。
鈴鹿（すずか）
すご腕の女退魔師。封印された謎の大太刀・大通連を振り回して戦うが、今まで一度も抜いたことがないという。ある依頼で司狼丸達と遭遇し、その圧倒的な力で彼等を退ける。それにより、一緒に五行軍と戦って欲しいという司狼丸達の頼みを受け、彼等に同行する。
実は天地丸の元妻であり、司狼丸と伊月の母親。人間ではなく隠忍であるが、その正体はかつて最強の鬼と恐れられた「愛染紅妃（あいぜんこうひ）」。しかし人間である天地丸に惚れた事で、鬼の力を捨てて人間として生きる事を決意し、大通連と共に転身能力を封印していた。かつては相当の暴虐を働いており、弓弦の両親も犠牲になった。エンディングにて事実を知った弓弦に矢を向けられ、当初は覚悟を決めていたものの、司狼丸が庇った事で泣いて命乞いをし、見逃される。しかし小説版ではこれは場を丸く収めるための嘘泣きであった事や、子供の頃の弓弦を殺さなかったのは単に不味そうだったからと語り、司狼丸の怒りを買いつつ彼に世の無情さを説いた。しかし同時にその態度は母として司狼丸の将来を案じるが故である事も語り、弓弦の件もどこまでが真意かは定かではない。
小説版では外道丸の息子の天地丸と戦うも、命の奪い合いに辟易した司狼丸の叫びに剣を下ろしてしまい、その隙に天地丸に刺し貫かれる。
「終わりなき夜に生まれし仔ら」で、若い時は金髪だった事が判明する。
伊月（いつき）
司狼丸の姉。巫女。しじまの里が滅んだとき、五行軍に連れ去られる。里では人間として振舞っていたが、自身も隠忍である事を隠している。転身した姿は「楓玲鶴姫（ふうれいかつき）」だが、小説版のみの登場であり、本編でその姿を確認する事は出来ない（小説版でも挿絵が無いので容姿は不明）。
小説版では本編終了後に外道丸と結ばれていた事が明かされた。息子に父と同じく天地丸と名付け、家族で旅を続けていたが、逆餅村を訪れた際に事件に巻き込まれてしまう。妖魔から人間達を救うべく転身して戦うも、その救った人間達の手で殺害されてしまう。その事がきっかけで外道丸は真の鬼へ変貌する。
神無（かんな）
逆餅村の幼い巫女。鬼見の才能を持つが、血の繋がりの無い両親に金儲けの見世物にされている。しかし評判が広まったために巫女を集めている五行軍に目をつけられるが、司狼丸たちによって助けられる。のちに妖魔の力を封じる七色水晶の谷に両親共々匿われるも、両親は既に五行軍に寝返っており、失敗に終わる（両親は用済みとして消滅させられた）。その後、司狼丸達が五行軍を直接倒しに向かったため、村で彼等の帰りを待つ。司狼丸とは戦いが終わったら一緒に旅に出ようと約束していたが、戦いののちに司狼丸が逆餅村を訪れると村は既に廃墟となっており、神無の姿も無かった。
小説版では大人に成長した姿で登場。五行軍が滅びた後も十数年に渡って司狼丸を待ち続けていたが、坊主に化けた妖魔に唆された村人に生贄として殺されそうになった所を外道丸に助けられる。その後、外道丸一家と共に司狼丸達を探す旅に同行する事になったものの直後に伊月が禁を破ってまで守ろうとした人間たちに惨殺されるという悲劇に見舞われる。事件後は失明してしまったような描写があるが、司狼丸を探すために一人旅立った。のちに司狼丸との間に息子・高野丸を授かるが、その経緯は未だ語られていない。
晴明（せいめい）
堺の名家・安倍家の子。のちに最強の陰陽師となる。母の葛の葉が狐の妖怪であるため、晴明もその血を受け継いでおり、鬼見の才能を持ち、動物と会話ができる。依頼で屋敷を訪れた司狼丸と親しくなり、兄のように慕っている。しかし百鬼夜行の襲撃の際に転身した司狼丸が暴走し、両親は惨殺されてしまう。幸い、気絶していたために両親の仇が司狼丸である事は知らないが、それが司狼丸にとって後ろめたさとしてのし掛かる事になる。両親の死後は司狼丸達と行動を共にする。司狼丸と同様に人間と妖魔のハーフであるため、いつかは転身するらしい。
役小角（えんのおづぬ）
五行軍の創始者で、本編のラストボス。250年もの長い年月を生きている、超人的な能力を持つ人物。一大帝国を築くという野望のために、五行軍を使って巫女を集めているが、真の目的は地獄門を開く事であった。最終決戦では地獄の力によって巨大な異形と化し、司狼丸達と対決。敗北後は司狼丸に大通連を向けられながらもとどめは刺されなかったが、直後に地獄門の彼方へと消えて行った。小説版では展開が異なり、地獄門を開いた時点で既に死亡していた。しかし地獄の力によって屍の姿で復活し、ゲーム同様に最後の戦いを演じる。最期は司狼丸の拳に心臓を貫かれて再び死亡、崩壊した。
道鏡（どうきょう）
五行軍の参謀的存在。しかし役小角をも背後から操る黒幕であり、その正体は謎に包まれている。地獄より「大凶星八将神（だいきょうせいはっしょうじん）」を呼び出すために、地獄門を開くべく小角を唆した。五行軍時代の弓弦の師匠でもあった。
赤目・黄口（あかめ・きぐち）
五行軍の幹部である妖魔の夫妻。赤目が男性、黄口が女性。五鬼羅衆と呼ばれる息子達がいる。最終決戦の時には善導鬼・妙導鬼（ぜんどうき・みょうどうき）という鬼の姿に転身する。
義覚・義玄（ぎかく・ぎげん）
五行軍の幹部である妖魔の肉を食べ力を得た人間。義覚はおかま口調の男性、義玄は片言で話す大男。五行軍の実働部隊の指揮官として、幾度か司狼丸の前に立ちはだかる。
天地丸（てんちまる）
小説版に登場。司狼丸の父とは別人で、外道丸と伊月の息子。両親を知らず、地張の里で忍として暮らしていたが、兄貴分の彩蔵（飛龍の彩蔵）により里は全滅させられ、その彩蔵を転身して殺害。その後は道鏡の言葉に従い、司狼丸を探して修羅の道に入る。GB版シリーズ第一作目『ONI』の主人公だが、原作とは設定と性格が大きく異なっている。
高野丸（たかやまる）
小説版に登場。司狼丸と神無の息子。退魔師ではあるが、戦闘力は皆無。転身も出来ない。しかし不死身の体を持ち、例え首を斬り落とされても死ぬ事はない。父である司狼丸を探して現れ、天地丸にも事情を説明しようとしたが有無を言わさず斬首される。しかし前述の通り不死身であるため、天地丸達が去ったのちにあっさり首を元に戻し、刺された鈴鹿や時空の彼方に消えた司狼丸を助けるべく、晴明と共に行動を始める。GB版シリーズ第二作目『ONI II』の主人公だが、原作とは設定や性格が異なっている。

#### 小説
ONI零〜時空翔けし仔らよ〜
エンターブレインから発売された飯島健男によるノベライズ版。イラストは本編と同じ神谷順。本編の最終決戦からエンディング後を描いている（ただし、最終決戦からエンディングの部分は若干ゲームとの相違点があり、飯島自身も公式サイトで語っていた）。天地丸、高野丸など、過去のシリーズのキャラが登場し（設定が全て同じとは限らないが）、零と旧シリーズの関連性を匂わせる内容である。
ONI零〜戦国に咲きし仇花よ〜
「時空翔けし仔らよ」の続編となるはずだったが、結局発売中止になってしまった。そのため、ゲーム、小説共に未完となっている。

### ONI零 戦国乱世百花繚乱
ニンテンドーDS。発売はコンパイルハート。RPGではなく、主人公が複数存在するザッピング式のバトルアドベンチャーである。同人として展開していた作品のゲーム化であり、「ONI零〜復活〜」の直接的な続編とは言えない。発売前に飯島が「布石である」と語った通り、今作のストーリーも未完であり、前作との関連や謎は全く明かされていない。ゲーム内容に関して、シナリオを担当した飯島にとっても納得出来るものでは無かったらしく、ブログにて不満の意を示していた。
ストーリー
天正7年（1579年）3月7日。隠忍の力を手に入れんと、森蘭丸は織田信雄に御前試合を申し出る。そして全国から運命に導かれて集まってくる数多の豪傑たち。しかし彼らもまた逃れられぬ運命を背負い、それぞれの思惑を胸に秘める者たちだった。
システム
主人公の選択
主人公を選択し、それぞれのシナリオをプレイする。一つのシナリオは短いが、主人公は15人以上に及ぶ。始めに選択できるのは九尾の瀬那のみだが、シナリオをクリアしていくごとに選択出来る主人公が増えて行く。
バトルマーカーシステム
バトルパートは下画面を使って行う。ターンの最初に攻防ルーレットを回し、止まったアイコンにより、攻撃か防御か必殺技かが決定する。下画面に表示される複数のマーカーを制限時間内にスライド、タッチしていくことで攻撃、防御を行う。スライドの判定が厳しく、必殺技を狙うよりも地道に通常攻撃を繰り返した方が良い場合がある。しかし行動の決定はルーレットで行うため、思うように行動出来ず戦闘が長引く事が多い。

登場人物
九尾の頼那（きゅうびのらいな）
ゲーム最初から使えるキャラクター。14歳。他の主人公と違ってシナリオが三章で構成され、章毎に使う必殺技が変わる。第一章は「紅天鎖」、第二章は「九華乱舞」、第三章は「九竜斬月破」。
技に九の字が付く、鎖鎌の鎖が九つある、第一章の参加登録時に「九尾の狐」と呼ばれる等、妖狐の隠忍を匂わす描写が幾つか存在する。
阿空七之進（あがら しちのしん）
腕の立つ剣士でいつもどこかでのんびりとした雰囲気を持つ青年。疑うことを知らず、純粋な心を持つため、生死をかけた戦いにおいても常に相手を生かすことを考えている。腰と背中にそれぞれ長刀や脇差を挿し、都合六本の刀を操る。しかし彼の本当の強さは、隠された7本目の剣にあるという。
飛礫の甚太（つぶてのじんた）
某忍軍の若頭。明るく元気なお調子者で大口をたたくホラ吹きだが、みんなのムードメーカー的存在。今回、鞍馬山に封印された時空童子の秘密を解くため、父親の命令で御前試合に潜り込むことになる。
洟依伝馬（はなえ てんま）
穏やかで礼儀正しい性格の剣士。盲目の身でありながら剣の腕は優れており、対峙しただけで相手をひるませてしまうほどの雰囲気を持つ。武器は蜃気楼を生み出す妖刀「朧蒼剣」。
柳生石舟斎（やぎゅう せきしゅうさい）
普段は飄々と流れるような風のような男であるが、武術家らしかぬ戦略家。織田信長の密命を受け、信雄のもくろむ御前試合を調べていた。
宝蔵院胤栄（ほうぞういん いんえい）
荒法師の異名をとる僧兵。宝蔵院流槍術の開祖で十文字鎌槍を独自に生み出した。肉を食い女を飽き、殺生を物ともしない豪快な腐れ坊主。柳生石舟斎とは親友。
猟鬼の絨牙（りょうきのじゅうが）
朴念仁。主人には絶対服従という真面目な男。今後の展開に重要な鍵を握る存在となってくる。
燗斉劉鞭（かんざい りゅうべん）
本作の敵。相手が倒れただけでは済まさないという残忍な性格の持ち主。人殺しはおろかなんでもありな御前試合ではやりたい放題に暴れる。針金を編んで作った細い鞭を使ってくる。
雑賀鈴木孫一（さいか すずき まごいち）
鉄砲を扱う傭兵集団雑賀衆の若き頭領。鉄砲の腕前は一流で新規武器の開発に余念がなく、様々な新型兵器を持って戦いに臨む。男気にあふれる情熱家。
観世音麗（かんぜおん うらら）
詐欺集団「四季組」4兄弟の長女。表向きでは曲芸集団として活動している。相手を陥れる時の戦略は本人が考える。嫌味な性格の持ち主で物事をはっきりと口に出す。骨法を得意としており、変幻自在の関節技を繰り出し、さらに糸よりも細い含み針を使用する。
観世音凱羅（かんぜおん がいら）
「四季組」のなかで壊し屋を担当する。力仕事や用心棒、戦闘となれば専ら盾となって戦う姉御的な存在。棘付のメリケンサックをはめた拳は岩をも粉砕し、鍛え抜かれた筋肉は文字通りの鋼の鎧で、刃でさえも弾き返す。
観世音此庵（かんぜおん しあん）
「四季組」の中で怨み屋を担当。普通の呪術とは違い、呪文を使うのではなく大気の邪気を操り、相手に送り込む。単純に相手の気分を悪くする程度のものから死に至らせるまでのものまで存在するが、程度が高い邪気ほど自分にも跳ね返ってくる。邪気を扱う影響で両手が黒く変色しており、肘まである黒い手袋を身に着けて隠している。クールで無口な性格で長女の麗の言うことは良く聞き、仕事は的確にこなす兄弟想い。
観世音詫助（かんぜおん わびすけ）
「四季組」の中で謝り屋を担当。泣くことで相手を意のままに操るという特殊な催眠術を使う。おっとりした性格でいつもおどおどして親指を噛んでいる。兄弟の誰かのそばに張り付いており、離れると泣き出す。
司狼丸（しろうまる）
前作の主人公で、現在では鞍馬山に封印されている最強の鬼。しかし本編中に登場して主人公として選択出来るのは、封印されている方ではなく前作の旅の途中で神の力によってこの時代（前作の平安時代からすれば未来）へ飛ばされて来た、前作の司狼丸である。過去に戻ったのちに記憶を操作されたため、前作では今回の事件の事は知らない。緋焔童子への転身も健在だが、転身出来るのは特定の戦闘のみ。何故鞍馬山に封印されているのか、前作から何があったのかといった謎は本作では一切明かされる事は無い。
外道丸（げどうまる）
司狼丸と同様に前作で登場した人物で、今回は司狼丸と行動を共にしている様子。甲顎天童への転身も健在。
茶漬け更々之翁（ちゃづけ さらさらのおきな）
神道流の使い手で「奥義・一の太刀」を操る。いつも人のよさそうな笑みを浮かべているが実は強い。織田信雄が暗殺した北畠具教は彼の愛弟子でその事情を知る者たちには具教の仇討ちで御前試合に参加した。しかし真の狙いは織田一族を滅ぼし、天下泰平を世を夢見る。
織田信雄（おだ のぶかつ）
織田信長の次男。信長との戦いで敗れた北畠家の見張り役として養子に出されたが、18の時に義父の具教を暗殺。北畠一族を皆殺しにし、名実共に後釜となる血も涙のない残忍な性格。御前試合にて十傑を選出し、鞍馬山に眠る時空童子の力を得ようと目論む。
森蘭丸（もり らんまる）
正体不明の剣客。小柄な見た目には似合わない桁外れの力を持つだけでなく、先読みの才にも優れており、主人公たちを惑わせる。

## スタッフ
ONI (GB)
- プロデュース - 飯島健男
- ディレクション - 佳丈祐子
- メインシナリオ - 佳丈祐子（鬼忍降魔録・II・III）、頓宮勝弘（IV）、早川奈津子（V）
- メインプログラム - 伊藤真也
- サウンド - 渡部陽子、西澤洋
- ゲームデザイン - 中野勲

鬼神降臨伝ONI
- プロデュース - 飯島健男
- ディレクション - 瀧本和是
- シナリオ - 早川奈津子
- キャラクターデザイン - 青木健太
  - 聖魔童子デザイン原案 - 寺田治司

- メインプログラム - 伊藤真也
  - バトルプログラム - 河西貴則

幕末降臨伝ONI
- 監督 - 河西貴則
- 脚本 - 早川奈津子
- 原画 - J.C.STAFF、久保聡浩
  - 覇光童子原画 - 神田達志

- 音楽 - 根本一郎、渡部陽子

## アニメ
1995年10月-1996年3月にかけてテレビ東京で放映。